# Dag Solstad
Dag Solstad (n. 16 iulie 1941, Sandefjord, Vestfold, Norvegia – d. 14 martie 2025, Oslo, Norvegia) a fost  un romancier, dramaturg și nuvelist norvegian. În 1989 a câștigat Premiul pentru Literatură al Consiliului Nordic cu cartea Roman 1987.

## Romane
- Irr! Grønt! - (1969)
- Arild Asnes, 1970 - (1971)
- 25. septemberplassen - (1974)
- Svik. Førkrigsår - (1977)
- Krig. 1940 - (1978)
- Brød og våpen - (1980)
- Gymnaslærer Pedersens beretning om den store politiske vekkelse som har hjemsøkt vårt land - (1982)
- Forsøk på å beskrive det ugjennomtrengelige - (1984)
- Roman 1987 - (1987)
- Medaljens forside - (1990)
- Ellevte roman, bok atten - (1992)
- Genanse og verdighet - (1994)
- Professor Andersens natt - (1996)
- T. Singer - (1999)
- 16/07/41 - (2002)
- Armand V. Fotnoter til en uutgravd roman - (2006)
- 17. roman (2009)

## Nuvele și proză scurtă
- Spiraler - Nuvele, (1965)
- Svingstol - Proză scurtă, (1967)
- Svingstol og andre tekster - Proză scurtă, (1994)

## Teateru
- Georg: sit du godt? - (1968) - cu Einar Økland
- Kamerat Stalin, eller familien Nordby - (1975)

## Articole și eseuri
- Tilbake til Pelle Erobreren - Articole, (1977)
- Artikler om litteratur 1966-1981 - (1981)
- Sleng på byen - Însemnări, (1983)
- 14 artikler på 12 år - (1993)
- 3 essays - (1997)
- Artikler 1993-2004 - (2004)

## Cărți de reportaj
- VM i fotball 1982 - (1982) - cu Jon Michelet
- VM i fotball 1986 - (1986) - cu Jon Michelet
- VM i fotball 1990 - (1990) - cu Jon Michelet
- VM i fotball 1994 - (1994) - cu Jon Michelet
- VM i fotball 1998 - (1998) - cu Jon Michelet

## Premii
- Mads Wiel Nygaards legat (1969)
- Kritikerprisen (1969), pentru Irr! Grønt!
- Språklig samlings litteraturpris (1982)
- Nordisk Råds litteraturpris (1989), pentru Roman 1987
- Kritikerprisen (1992), pentru Ellevte roman, bok atten
- Doblougprisen (1996)
- Gyldendalprisen (1996)
- Brageprisen (1998)
- Kritikerprisen (1999), pentru T. Singer
- Vestfolds Litteraturpris (2001)
- Aschehougprisen (2004)
- Brageprisen (2006), pentru Armand V. Fotnoter til en uutgravd roman